# Johan Lundberg (1712–1737)
Johan Lundberg, född 24 januari 1712 i Stockholm, död 5 januari 1737 i Venedig, var en svensk porträttmålare och etsare.
Han var son till köksskrivaren och hovkassören Johan Lundberg. Han studerade måleri för Georg Engelhard Schröder 1729–1735 samt vid den nyinrättade Akademien för de fria konsterna 1735. Lundberg medföljde Carl Gustaf Tessin på dennes resa till Wien 1735 och på uppdrag av Tessin kopieringsmålade han Martin van Meytens tavla Den kejserliga måltiden. Han fortsatte själv resan till Venedig 1736 där han kort efter sin ankomst insjuknade och avled. Lundberg är representerad vid Nationalmuseum i Stockholm.